# دينيسي زيمرمان
دينيسي زيمرمان (بالإنجليزية: Dean Zimmerman)‏ هو فيلسوف أمريكي، ولد في 1950.